# Ministère de la Fiscalité
Le ministère de la Fiscalité est un ministère danois qui supervise la question des impôts dans le pays. Il est dirigé par Rasmus Stoklund depuis le 29 août 2024.

## Liste des ministres
| Nom | Nom                     | Gouvernement                                  | Début du mandat   | Fin du mandat     |
| --- | ----------------------- | --------------------------------------------- | ----------------- | ----------------- |
|     | Svend Jakobsen          | Anker Jørgensen II                            | 13 février 1975   | 26 février 1977   |
|     | Jens Kampmann           | Anker Jørgensen II                            | 26 février 1977   | 30 août 1978      |
|     | Anders Andersen         | Anker Jørgensen III                           | 30 août 1978      | 26 octobre 1979   |
|     | Karl Hjortnæs           | Anker Jørgensen IV                            | 26 octobre 1979   | 20 janvier 1981   |
|     | Mogens Lykketoft        | Anker Jørgensen IV et V                       | 20 janvier 1981   | 10 septembre 1982 |
|     | Isi Foighel             | Poul Schlüter I                               | 10 septembre 1982 | 10 septembre 1987 |
|     | Anders Fogh Rasmussen   | Poul Schlüter II, III et IV                   | 10 septembre 1987 | 19 novembre 1992  |
|     | Peter Brixtofte         | Poul Schlüter IV                              | 19 novembre 1992  | 25 janvier 1993   |
|     | Ole Stavad              | Nyrup Rasmussen I et II                       | 25 janvier 1993   | 1er novembre 1994 |
|     | Carsten Koch            | Nyrup Rasmussen II et III                     | 1er novembre 1994 | 23 mars 1998      |
|     | Ole Stavad              | Nyrup Rasmussen IV                            | 23 mars 1998      | 21 décembre 2000  |
|     | Frode Sørensen          | Nyrup Rasmussen IV                            | 21 décembre 2000  | 27 novembre 2001  |
|     | Svend Erik Hovmand      | Fogh Rasmussen I                              | 27 novembre 2001  | 2 août 2004       |
|     | Kristian Jensen         | Fogh Rasmussen I, II et III Løkke Rasmussen I | 2 août 2004       | 23 février 2010   |
|     | Troels Lund Poulsen     | Løkke Rasmussen I                             | 23 février 2010   | 8 mars 2011       |
|     | Peter Christensen       | Løkke Rasmussen I                             | 8 mars 2011       | 3 octobre 2011    |
|     | Thor Möger Pedersen     | Thorning-Schmidt I                            | 3 octobre 2011    | 16 octobre 2012   |
|     | Holger K. Nielsen       | Thorning-Schmidt I                            | 16 octobre 2012   | 12 décembre 2013  |
|     | Jonas Dahl              | Thorning-Schmidt I                            | 12 décembre 2013  | 3 février 2014    |
|     | Morten Østergaard       | Thorning-Schmidt II                           | 3 février 2014    | 2 septembre 2014  |
|     | Benny Engelbrecht       | Thorning-Schmidt II                           | 2 septembre 2014  | 28 juin 2015      |
|     | Karsten Lauritzen       | Løkke Rasmussen II et III                     | 28 juin 2015      | 27 juin 2019      |
|     | Morten Bødskov          | Frederiksen I                                 | 27 juin 2019      | 4 février 2022    |
|     | Jeppe Bruus Christensen | Frederiksen I et II                           | 4 février 2022    | 29 août 2024      |
|     | Rasmus Stoklund         | Frederiksen II                                | 29 août 2024      | en cours          |